# Kristján Finnbogason
Kristján Finnbogason, né le 5 août 1971, est un joueur de football international islandais qui évolue au poste de gardien de but. Depuis 2014, il joue au FH Hafnarfjörður. À l'exception de deux périodes de six mois, il a disputé toute sa carrière en Islande, principalement au KR Reykjavik.

## Carrière
Kristján Finnbogason commence sa carrière en 1988 au KR Reykjavik, un des principaux clubs islandais. Il doit se contenter d'un statut de réserviste et ne dispute que trois rencontres en trois ans. En 1991, il rejoint l'ÍA Akranes, relégué en deuxième division islandaise. Il y devient gardien numéro un et aide son équipe à remporter le titre en 1991, synonyme de retour parmi l'élite. Il remporte ensuite le championnat national en 1992 et 1993, année où il réalise le doublé avec la Coupe d'Islande.
En janvier 1994, Kristján Finnbogason retourne au KR Reykjavik, cette fois comme titulaire à son poste. Il remporte deux fois consécutivement la Coupe d'Islande, en 1994 et 1995. La saison suivante, il ajoute une Supercoupe d'Islande à son palmarès, remportée contre ses anciens équipiers d'Akranes. Après une saison vierge de trophée, il remporte la Coupe de la Ligue islandaise en 1998. Il est ensuite prêté pour six mois à Ayr United, en deuxième division écossaise, mais il ne s'y impose pas et revient à Reykjavik au début de l'année 1999. Il aide ainsi son club à remporter le titre de champion, le premier depuis 31 ans, ainsi qu'une nouvelle Coupe d'Islande. Ces deux trophées en poche, il retente sa chance à l'étranger, en Belgique, et s'engage avec le KFC Lommelse SK, à la lutte pour le maintien. Il ne joue qu'un match, perdu 4-0, puis est écarté de l'équipe.
Kristján Finnbogason rentre en Islande au début de l'année 2000 et revient une nouvelle fois au KR Reykjavik où il étoffe son palmarès de plusieurs trophées nationaux. Il remporte trois titres de champion en 2000, 2002 et 2003, la Coupe d'Islande 2008, la Supercoupe en 2003 et deux Coupes de la Ligue en 2001 et 2005.
En janvier 2009, il quitte définitivement le club de la capitale et rejoint le Grótta Seltjarnarnes, le club où il a joué étant enfant, actif en 2. deild karla, la troisième division islandaise. L'équipe, avec Finnbogason titulaire durant toute la saison, remporte le titre et accède pour la première fois de son histoire au deuxième niveau national. Lors du dernier match de la saison, il joue avant-centre, quelque chose qu'il tenait à faire avant de prendre sa retraite. Le club parvient à se maintenir deux saisons mais redescend ensuite en troisième division nationale à la fin de la saison 2011. À 40 ans, Kristján Finnbogason revient en première division grâce à un transfert au Fylkir Reykjavik, où il est gardien remplaçant. Il joue trois rencontres en deux ans puis part pour le FH Hafnarfjörður au début de l'année 2014.

## Palmarès
- Six fois champion d'Islande en 1992 et 1993 avec l'ÍA Akranes et en 1999, 2000, 2002 et 2003 avec le KR Reykjavik.
- Cinq fois vainqueur de la Coupe d'Islande en 1993 avec l'ÍA Akranes et en 1994, 1995, 1999 et 2008 avec le KR Reykjavik.
- Trois fois vainqueur de la Coupe de la Ligue en 1998, 2001 et 2005 avec le KR Reykjavik.
- Deux fois vainqueur de la Supercoupe d'Islande en 1996 et 2003 avec le KR Reykjavik.
- Champion de deuxième division islandaise en 1991 avec l'ÍA Akranes
- Champion de troisième division islandaise en 2009 avec le Grótta Seltjarnarnes.

## Statistiques
| Saison                | Club                  | Championnat           | Championnat | Championnat | Coupe nationale | Coupe nationale | Coupe de la Ligue | Coupe de la Ligue | Supercoupe | Supercoupe | Compétition(s) continentale(s) | Compétition(s) continentale(s) | Compétition(s) continentale(s) | Total | Total |
| Saison                | Club                  | Division              | M.          | B.          | M.              | B.              | M.                | B.                | M.         | B.         | Comp.                          | M.                             | B.                             | M.    | B.    |
| 1988                  | KR Reykjavik          | Úrvalsdeild           | 0           | 0           | -               | 0               | -                 | 0                 | 0          | 0          | -                              | 0                              | 0                              | 0     | 0     |
| 1989                  | KR Reykjavik          | Úrvalsdeild           | 3           | 0           | -               | 0               | -                 | 0                 | 0          | 0          | -                              | 0                              | 0                              | 3     | 0     |
| 1990                  | KR Reykjavik          | Úrvalsdeild           | 0           | 0           | -               | 0               | -                 | 0                 | 0          | 0          | -                              | 0                              | 0                              | 0     | 0     |
| Sous-total            | Sous-total            | Sous-total            | 3           | 0           | -               | 0               | -                 | 0                 | 0          | 0          | -                              | 0                              | 0                              | 3     | 0     |
| 1991                  | ÍA Akranes            | 2. Deild              | 18          | 0           | -               | 0               | -                 | 0                 | 0          | 0          | -                              | 0                              | 0                              | 18    | 0     |
| 1992                  | ÍA Akranes            | Úrvalsdeild           | 18          | 0           | -               | 0               | -                 | 0                 | 0          | 0          | -                              | 0                              | 0                              | 18    | 0     |
| 1993                  | ÍA Akranes            | Úrvalsdeild           | 18          | 0           | -               | 0               | -                 | 0                 | -          | 0          | C1                             | 4                              | 0                              | 22    | 0     |
| Sous-total            | Sous-total            | Sous-total            | 54          | 0           | -               | 0               | -                 | 0                 | -          | 0          | -                              | 4                              | 0                              | 58    | 0     |
| 1994                  | KR Reykjavik          | Úrvalsdeild           | 17          | 0           | -               | 0               | -                 | 0                 | 0          | 0          | -                              | 0                              | 0                              | 17    | 0     |
| 1995                  | KR Reykjavik          | Úrvalsdeild           | 18          | 0           | -               | 0               | -                 | 0                 | 0          | 0          | C2                             | 2                              | 0                              | 20    | 0     |
| 1996                  | KR Reykjavik          | Úrvalsdeild           | 18          | 0           | -               | 0               | -                 | 0                 | -          | 0          | C2                             | 2                              | 0                              | 20    | 0     |
| 1997                  | KR Reykjavik          | Úrvalsdeild           | 18          | 0           | -               | 0               | -                 | 0                 | 0          | 0          | C3                             | -                              | 0                              | 18    | 0     |
| Sous-total            | Sous-total            | Sous-total            | 71          | 0           | -               | 0               | -                 | 0                 | -          | 0          | -                              | 4                              | 0                              | 75    | 0     |
| 1997-1998             | Ayr United            | First Division        | 9           | 0           | -               | 0               | -                 | 0                 | 0          | 0          | -                              | 0                              | 0                              | 9     | 0     |
| Sous-total            | Sous-total            | Sous-total            | 9           | 0           | -               | 0               | -                 | 0                 | 0          | 0          | -                              | 0                              | 0                              | 9     | 0     |
| 1998                  | KR Reykjavik          | Úrvalsdeild           | 9           | 0           | -               | 0               | -                 | 0                 | 0          | 0          | -                              | 0                              | 0                              | 9     | 0     |
| 1999                  | KR Reykjavik          | Úrvalsdeild           | 17          | 0           | -               | 0               | -                 | 0                 | 0          | 0          | C3                             | 0                              | 0                              | 17    | 0     |
| Sous-total            | Sous-total            | Sous-total            | 26          | 0           | -               | 0               | -                 | 0                 | 0          | 0          | -                              | 0                              | 0                              | 26    | 0     |
| 1999-2000             | KFC Lommelse SK       | Division 1            | 1           | 0           | 0               | 0               | 0                 | 0                 | 0          | 0          | -                              | 0                              | 0                              | 1     | 0     |
| Sous-total            | Sous-total            | Sous-total            | 1           | 0           | 0               | 0               | 0                 | 0                 | 0          | 0          | -                              | 0                              | 0                              | 1     | 0     |
| 2000                  | KR Reykjavik          | Úrvalsdeild           | 18          | 0           | -               | 0               | -                 | 0                 | 0          | 0          | C1                             | 4                              | 0                              | 22    | 0     |
| 2001                  | KR Reykjavik          | Úrvalsdeild           | 13          | 0           | -               | 0               | -                 | 0                 | 0          | 0          | C1                             | 1                              | 0                              | 14    | 0     |
| 2002                  | KR Reykjavik          | Úrvalsdeild           | 15          | 0           | -               | 0               | -                 | 0                 | 0          | 0          | -                              | 0                              | 0                              | 15    | 0     |
| 2003                  | KR Reykjavik          | Úrvalsdeild           | 18          | 0           | -               | 0               | -                 | 0                 | -          | 0          | C1                             | 2                              | 0                              | 20    | 0     |
| 2004                  | KR Reykjavik          | Úrvalsdeild           | 18          | 0           | -               | 0               | -                 | 0                 | -          | 0          | C1                             | -                              | 0                              | 18    | 0     |
| 2005                  | KR Reykjavik          | Úrvalsdeild           | 18          | 0           | -               | 0               | -                 | 0                 | 0          | 0          | -                              | 0                              | 0                              | 18    | 0     |
| 2006                  | KR Reykjavik          | Úrvalsdeild           | 18          | 0           | -               | 0               | -                 | 0                 | 0          | 0          | -                              | 0                              | 0                              | 18    | 0     |
| 2007                  | KR Reykjavik          | Úrvalsdeild           | 7           | 0           | -               | 0               | -                 | 0                 | 0          | 0          | C3                             | -                              | 0                              | 7     | 0     |
| 2008                  | KR Reykjavik          | Úrvalsdeild           | 4           | 0           | -               | 0               | -                 | 0                 | 0          | 0          | C3                             | -                              | 0                              | 4     | 0     |
| Sous-total            | Sous-total            | Sous-total            | 129         | 0           | -               | 0               | 0                 | 0                 | 0          | 0          | -                              | 7                              | 0                              | 136   | 0     |
| 2009                  | Grótta Seltjarnarnes  | 2. deild karla        | 22          | 0           | -               | 0               | 0                 | 0                 | 0          | 0          | -                              | 0                              | 0                              | 22    | 0     |
| 2010                  | Grótta Seltjarnarnes  | 1. deild karla        | 16          | 0           | -               | 0               | 0                 | 0                 | 0          | 0          | -                              | 0                              | 0                              | 16    | 0     |
| 2011                  | Grótta Seltjarnarnes  | 1. deild karla        | 21          | 0           | -               | 0               | 0                 | 0                 | 0          | 0          | -                              | 0                              | 0                              | 21    | 0     |
| Sous-total            | Sous-total            | Sous-total            | 59          | 0           | -               | 0               | 0                 | 0                 | 0          | 0          | -                              | 0                              | 0                              | 59    | 0     |
| 2012                  | Fylkir Reykjavik      | Úrvalsdeild           | 2           | 0           | -               | 0               | -                 | 0                 | 0          | 0          | -                              | 0                              | 0                              | 2     | 0     |
| 2013                  | Fylkir Reykjavik      | Úrvalsdeild           | 1           | 0           | -               | 0               | -                 | 0                 | 0          | 0          | -                              | 0                              | 0                              | 1     | 0     |
| Sous-total            | Sous-total            | Sous-total            | 3           | 0           | -               | 0               | 0                 | 0                 | 0          | 0          | -                              | 0                              | 0                              | 3     | 0     |
| 2014                  | FH Hafnarfjörður      | Úrvalsdeild           | 0           | 0           | -               | 0               | -                 | 0                 | 0          | 0          | -                              | 0                              | 0                              | 0     | 0     |
| Sous-total            | Sous-total            | Sous-total            | 0           | 0           | -               | 0               | 0                 | 0                 | 0          | 0          | -                              | 0                              | 0                              | 0     | 0     |
| Total sur la carrière | Total sur la carrière | Total sur la carrière | 355         | 0           | -               | 0               | -                 | 0                 | -          | 0          | -                              | 15                             | 0                              | 370   | 0     |

## Sélections internationales
Kristján Finnbogason est sélectionné pour la première en équipe nationale islandaise le 17 octobre 1993, à l'occasion d'un match amical contre la Tunisie. Il commence le match sur le banc et monte sur le terrain à l'heure de jeu. De 1994 à février 1998, il est le gardien titulaire en équipe nationale. Il perd alors sa place dans la sélection et ne joue plus qu'un dernier match en octobre 2005, un amical contre la Pologne.
Le tableau ci-dessous reprend les rencontres internationales disputées par Kristján Finnbogason. Le score de l'Islande est toujours indiqué en gras.
| Date       | Compétition                                  | Adversaire           | Lieu               | Score |
| ---------- | -------------------------------------------- | -------------------- | ------------------ | ----- |
| 17/10/1993 | Match amical                                 | Tunisie              | Tunis              | 3-1   |
| 24/04/1994 | Match amical                                 | États-Unis           | Chula Vista        | 1-2   |
| 04/05/1994 | Match amical                                 | Brésil               | Florianópolis      | 3-0   |
| 30/08/1994 | Match amical                                 | Émirats arabes unis  | Reykjavik          | 1-0   |
| 12/10/1994 | Éliminatoires Euro 1996 (Groupe 3)           | Turquie              | Istanbul           | 5-0   |
| 29/10/1994 | Match amical                                 | Koweït               | Al Ain             | 0-1   |
| 11/02/1996 | Tournoi de Malte 1996                        | Malte                | Ħ'Attard           | 1-4   |
| 24/04/1996 | Match amical                                 | Estonie              | Tallinn            | 0-3   |
| 02/06/1996 | Match amical                                 | Chypre               | Akranes            | 2-1   |
| 14/08/1996 | Match amical                                 | Malte                | Reykjavik          | 2-1   |
| 04/09/1996 | Match amical                                 | Tchéquie             | Jablonec nad Nisou | 2-1   |
| 07/06/1997 | Éliminatoires Coupe du monde 1998 (Groupe 8) | Macédoine du Nord    | Skopje             | 1-0   |
| 11/06/1997 | Éliminatoires Coupe du monde 1998 (Groupe 8) | Lituanie             | Reykjavik          | 0-0   |
| 20/07/1997 | Match amical                                 | Norvège              | Reykjavik          | 0-1   |
| 27/07/1997 | Match amical                                 | Îles Féroé           | Höfn               | 1-0   |
| 20/08/1997 | Éliminatoires Coupe du monde 1998 (Groupe 8) | Liechtenstein        | Eschen             | 0-4   |
| 06/09/1997 | Éliminatoires Coupe du monde 1998 (Groupe 8) | République d'Irlande | Reykjavik          | 2-4   |
| 07/12/1997 | Match amical                                 | Arabie saoudite      | Riyad              | 0-0   |
| 05/02/1998 | Tournoi de Chypre 1998                       | Slovénie             | Limassol           | 3-2   |
| 07/10/2005 | Match amical                                 | Pologne              | Varsovie           | 3-2   |